# Ritratto di Pietro Bembo
Il Ritratto di Pietro Bembo è un dipinto a olio su tela (94,5x76,5 cm) di Tiziano, databile tra il 1539 e il 1540 circa e conservato nella National Gallery of Art di Washington.

## Storia
Fu probabilmente lo stesso Pietro Bembo a commissionare il ritratto a Venezia, magari in occasione dell'ottenimento del cardinalato nel marzo 1539, prima del suo trasferimento a Roma nell'ottobre di quell'anno: l'opera è probabilmente quella citata in una sua lettera del maggio 1540.
Passato a Leone Galli, il dipinto era nel 1636 a Roma, nelle collezioni del cardinale Antonio e poi Maffeo Barberini. Fu nelle collezioni familiari fino al 1890, quando fu esportato tramite Elia Volpi ai Colnaghi (1905). Passato nel 1906 a Charles M. Schwab a New York, entrò nella collezione Kress nel 1942 e da qui nel museo nel 1952.

## Descrizione e stile
Il cardinale, in posa ufficiale, è mostrato a mezza figura su uno sfondo scuro, col busto ruotato a destra e il volto a sinistra. Indossa la veste da prelato, con la berretta e la mozzetta rossa sul rocchetto bianco. Il gesto retorico della mano, col braccio proteso in avanti, e lo scatto del volto, dall'espressione concentrata, manifestano l'acutezza e il rigore intellettuale del soggetto, come se stesse disputando di un argomento con qualcuno. La fronte è alta, la barba lunga e bianca, modellata morbidamente, il naso sottile e aquilino, le guance scavate, la bocca serrata. Sono soprattutto gli occhi a catturare l'attenzione, scuri e in allerta. Nonostante i segni dell'età, la prontezza della posa dimostra un'età più giovane rispetto all'età di oltre settant'anni che aveva a quell'epoca.
La posizione del braccio, parallelo al bordo e all'orlo della mozzetta danno volume alla figura, che spicca scultorea come un busto romano o come opere contemporanee quali i busti della famiglia Zorzi di Alessandro Vittoria.

## Altre versioni

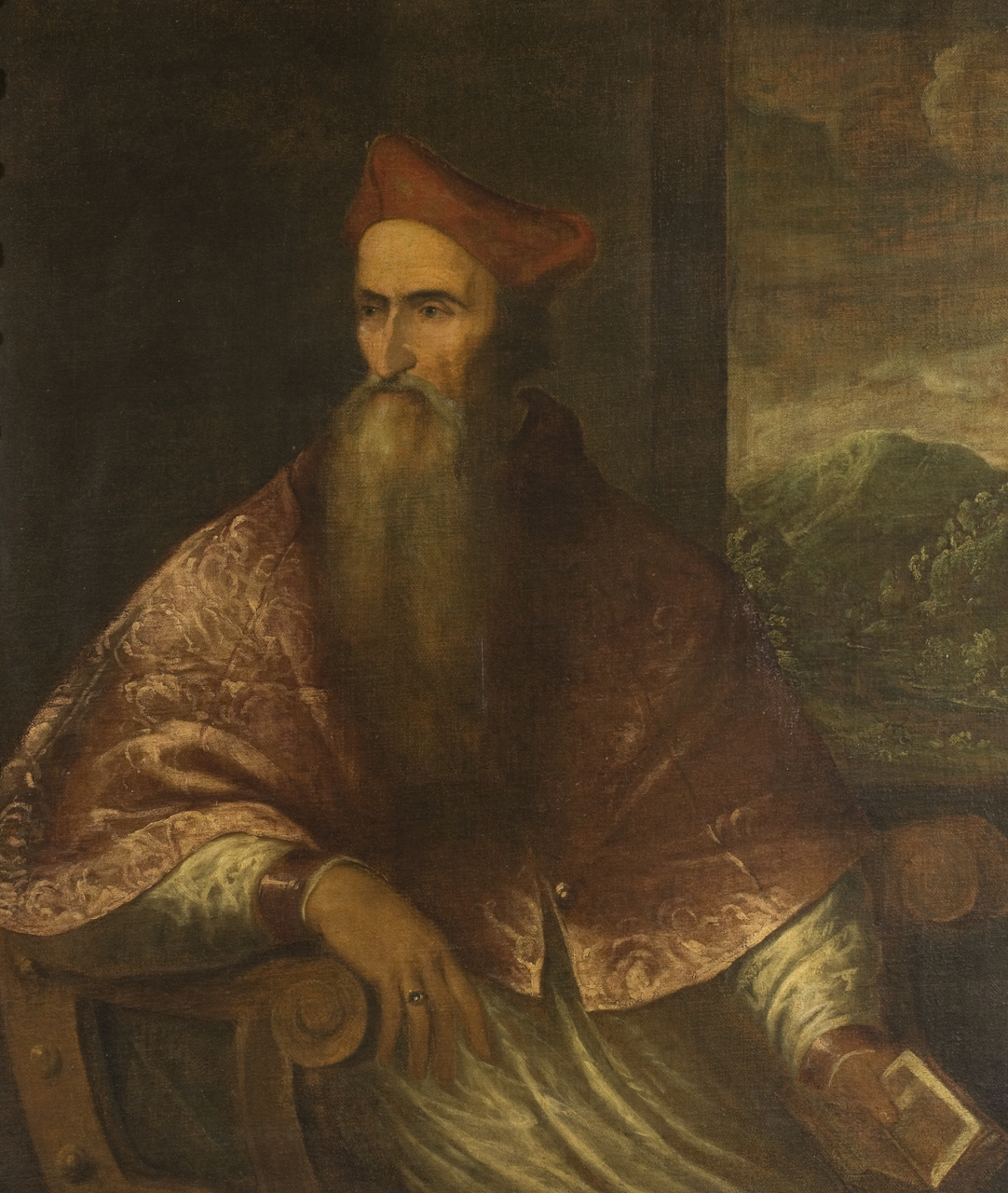
Ritratto di Pietro Bembo (1545-1546 circa), Tiziano e bottega - Museo nazionale di Capodimonte, Napoli.
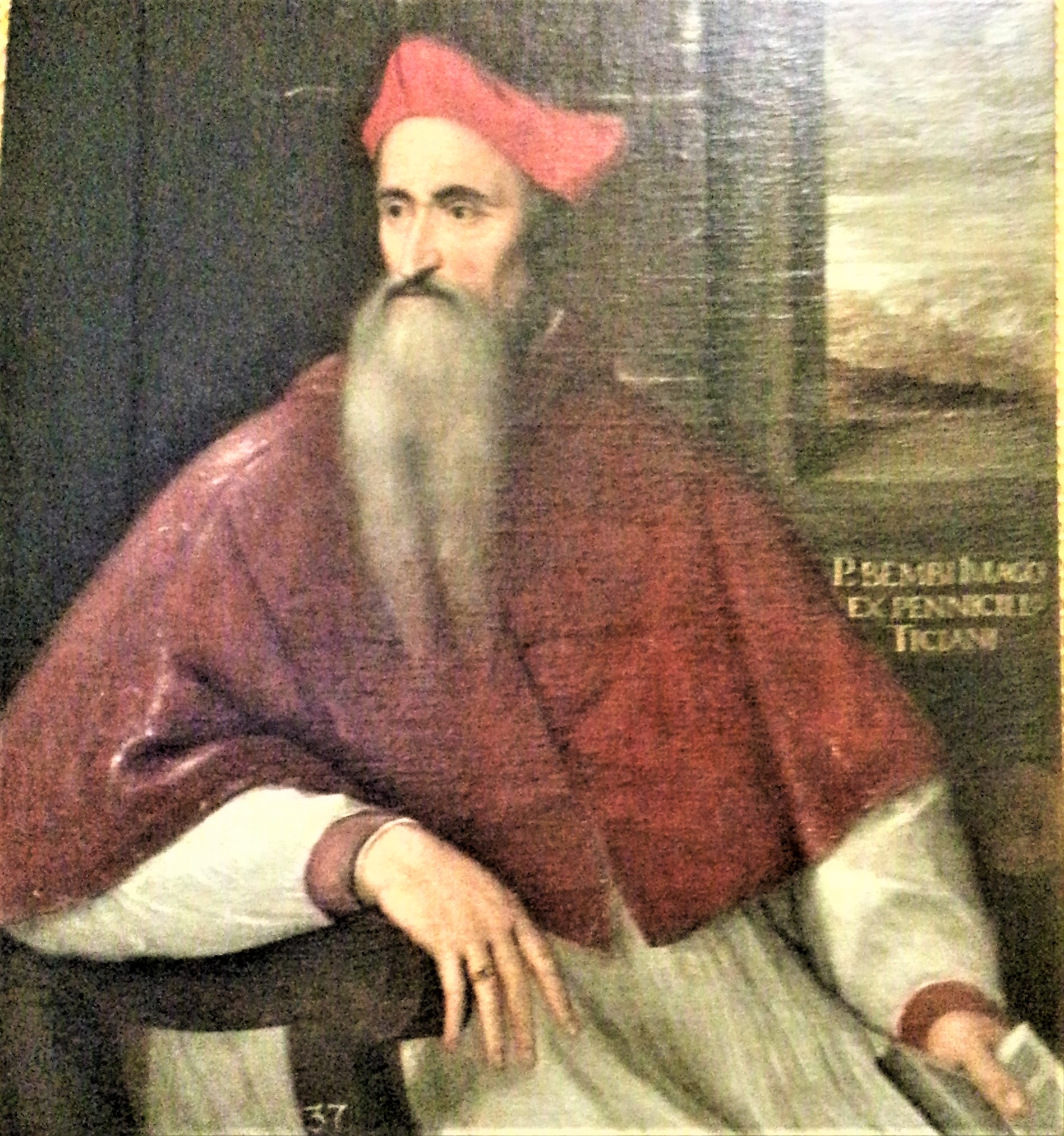
Replica della versione di Napoli nel Palazzo Frizzoni, Bergamo.